# PGC 214082
LEDA/PGC 214082 ist eine Galaxie im Sternbild Jagdhunde am Nordsternhimmel. Sie ist schätzungsweise 914 Millionen Lichtjahre von der Milchstraße entfernt und hat einen Durchmesser von etwa 85.000 Lichtjahren. 
Im selben Himmelsareal befinden sich unter anderem die Galaxien NGC 5002, NGC 5005, NGC 5014, PGC 2082407, PGC 2085892.